# Loezjniki

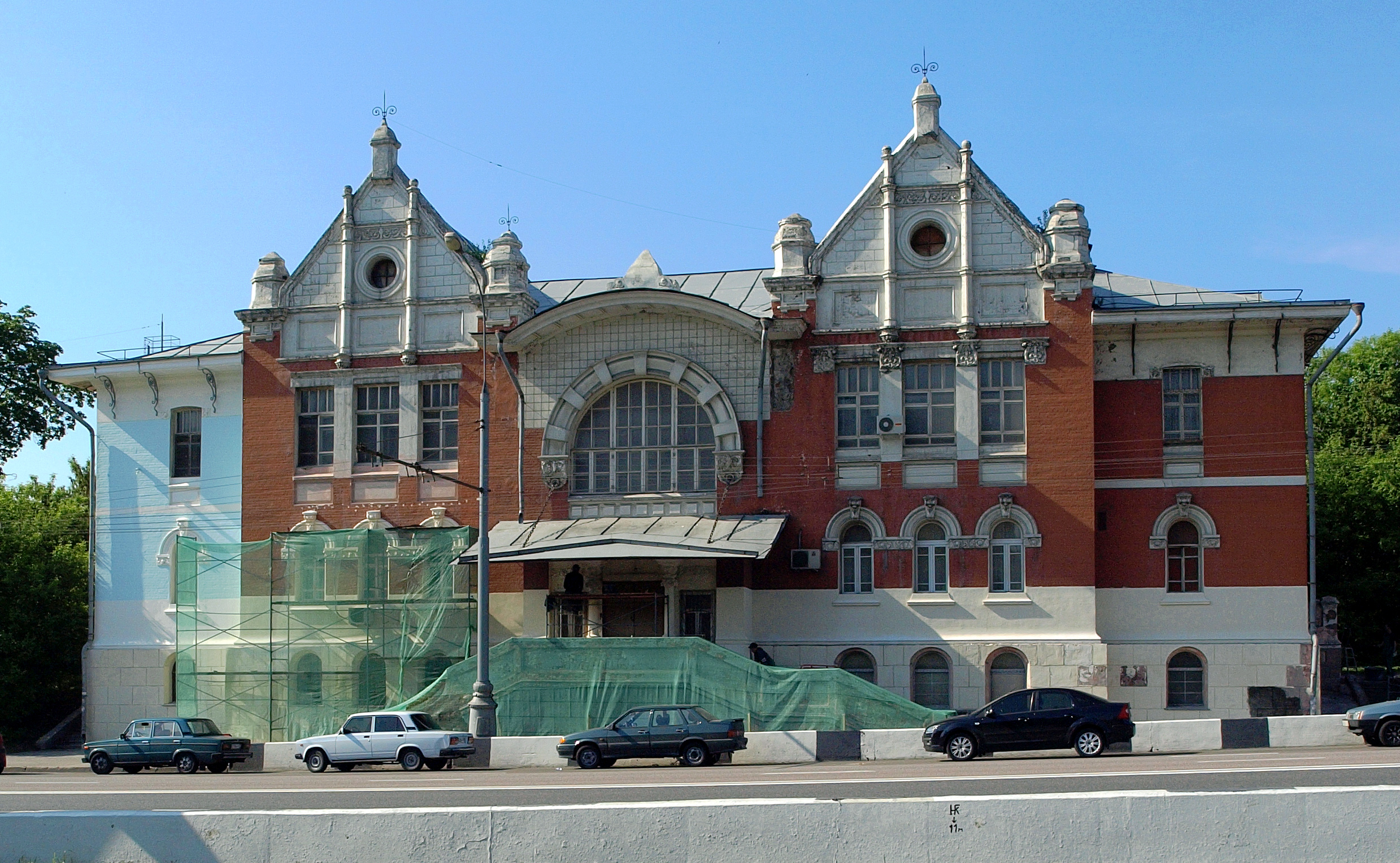
Station mussenheuvels, noordgevel, 100 jaar na de opening

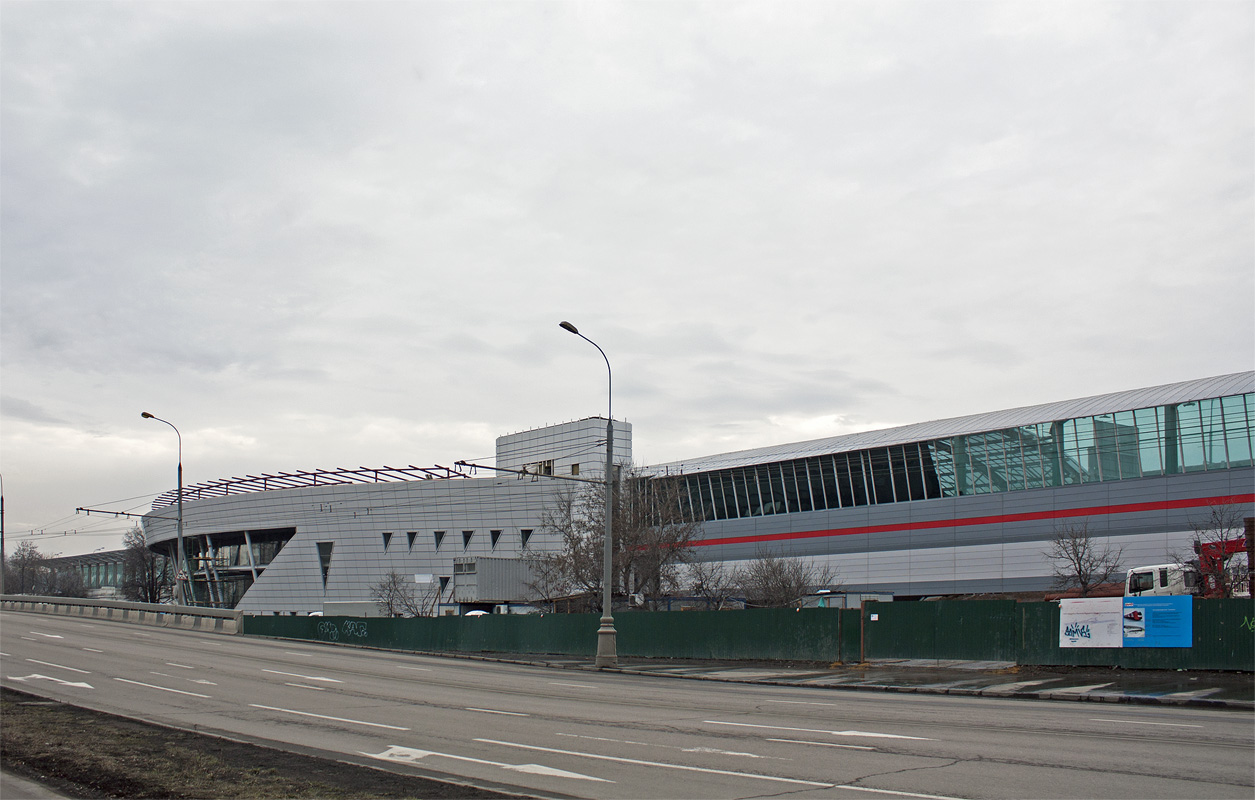
Station Loezjniki, noordgevel

Loezjniki (Russisch: Лужники) is een station aan de kleine ringspoorlijn in de Russische hoofdstad Moskou. Het station dankt zijn naam aan het terrein aan de zuidkant waar het Olympisch Stadion en aanverwante sportaccommodaties gelegen zijn. Het station is de vervanger van het station Mussenheuvels dat in 1908 is geopend en tot 1930 dienstgedaan heeft als station aan de ringspoorlijn. Het oude station wordt niet hergebruikt, maar iets verder naar het westen is een nieuw stationsgebouw opgetrokken. Het metrostation Sportivnaja voor lijn 1 ligt aan de overkant van de straat aan de noordkant. 